# 里夏德·特劳特曼
里夏德·特劳特曼（德語：Richard Trautmann，1969年2月7日—），德国男子柔道运动员。他曾代表德国参加1992年和1996年夏季奥林匹克运动会柔道比赛，获得二枚铜牌，均来自男子60公斤级项目。